# Giovanni I de Ventimiglia

Escudo de armas de la casa de Ventimiglia.

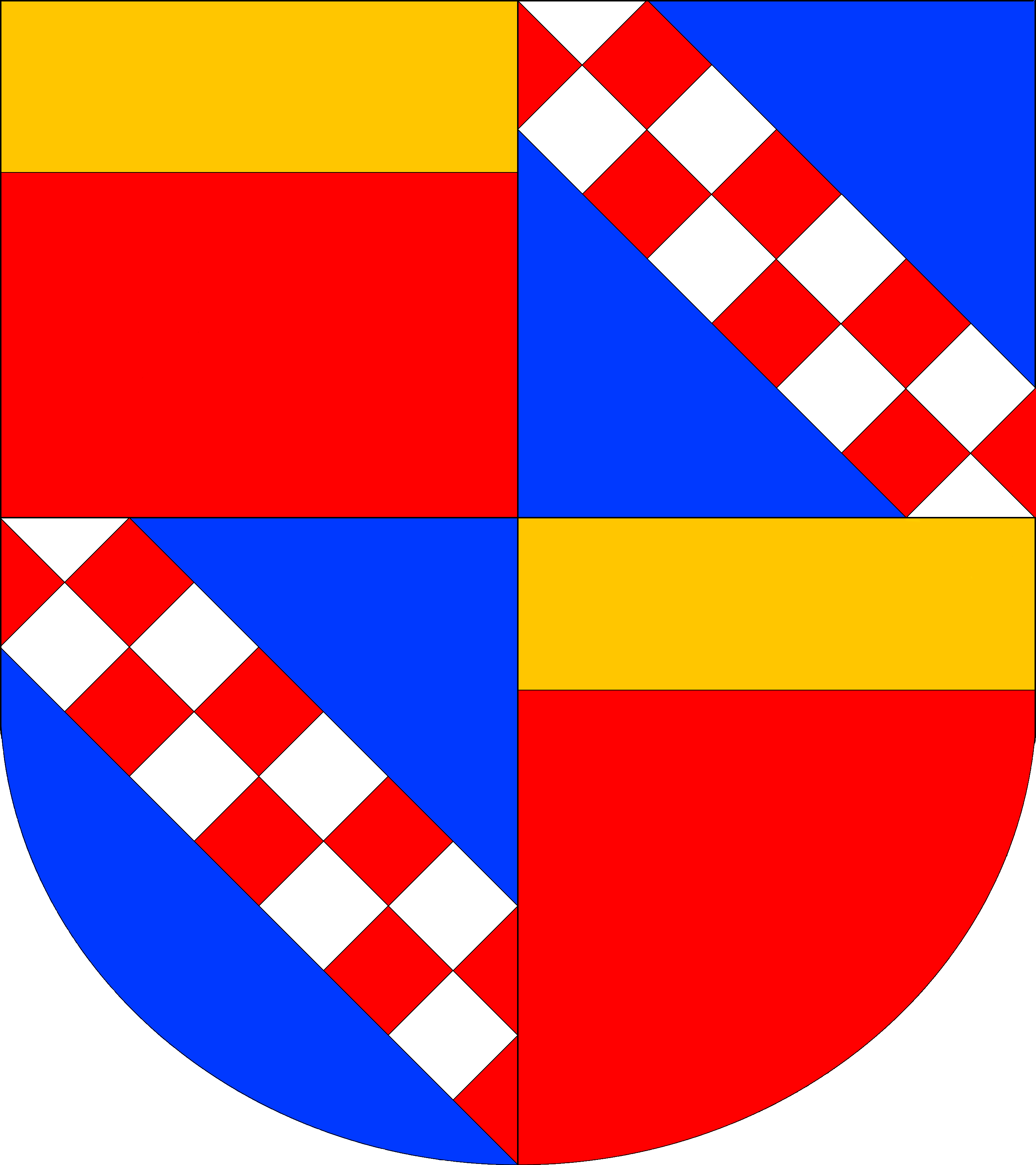
Escudo de armas del marqués de Irache: casa de Ventimiglia combinado con la casa de Altavilla, desde 1433.

Giovanni I de Ventimiglia Aragón (1383 - 1475) fue hijo de Enrico II de Ventimiglia y de Bartolomea d’Aragona Palizzi, hija de Bartolomeo d'Aragona descendiente de Sancho de Aragón), conde de Cammarata y barón de Militello y de su esposa, Macalda  Palizzi, señora de Cammarata. Por sus hazañas fue llamado "il Grand Signore".

## Orígenes familiares
Giovanni era hijo de Enrico II de Ventimiglia y de Bartolomea d’Aragona, naciendo presumiblemente en el año 1383. Sucedió a su padre en el condado de Geraci en 1398 pero bajo una regencia ejercida por su padrino y tutor, a quien se tuvo que enfrentar dos años después.
Asignado por el soberano un nuevo tutor, Jaime de Prades, quien era un influyente personaje en la corte de Martin I de Aragón, afianzó su posición la cual se consolidó aún más con su fidelidad a la corona cuando su tío Antonio, conde de Collesano, fue arrestado en 1408 por rebelión. Cuando murió en 1415, le dejó en herencia las baronías de Gratteri y Caronia, San Mauro y Pollina, más el feudo de Fisauli.
Desde aquel año pasó a ser el cabeza de la casa de Ventimiglia en Sicilia, ya que el primogénito de su tío Antonio había sido desheredado por su propio padre. Y como jefe de la casa de Ventimiglia fue considerado por el propio rey Fernando I de Aragón cuando autorizó el matrimonio concertado por Giovanni I entre su prima Constanza de Ventimiglia, hija y heredera universal de su tío Antonio, con Gilberto Centellas. Dicho enlace fue dotado con las baronías de Gratteri y Caronia.

## Biografía
Desde el inicio de su vida pública se distinguió por su constante adhesión a la corona. En primer lugar apoyó a la joven reina Blanca en su cometido de virreina como esposa viuda del rey Martín el Jovendurante la larga lucha que sostuvo con el poderoso conde de Módica y justiciero mayor del reino Bernardo de Cabrera, ya que ésta no había tenido investidura directa del rey. 
Con 14 años sirvió al rey Martín el Joven en la pacificación de varias revueltas de algunos barones locales, y con 24 años fue el capitán general de las tropas del mismo rey para la conquista de Cerdeña.
Tras la inesperada muerte del rey el 25 de julio de 1409, el trono siciliano revertió a su padre Martin I de Aragón, pero 10 meses más tarde, el 31 de mayo de 1410 este murió sin más descendencia, sucediéndose una crisis dinástica.
En 1430, después de la ocupación de Malta por los sarracenos, fue investido virrey de Sicilia, expresamente encargado de la defensa de la isla y dotado de prerrogativas inusuales: se puso en sus manos todo el peso de la jurisdicción militar, civil y criminal. Ese mismo año, el rey Alfonso V de Aragón el Magnánimo  le concede (para él y sus sucesores) el ejercicio del Diritto di merum et mixtum inperium en sus feudos de Geraci, San Mauro, Gangi, Castelbuono, Tusa, Pollina, Castel di Lucio, Tusa Sottana, Ciminna e Termini.
Ese mismo año, habiendo sido nombrado virrey de Sicilia por Alfonso el magnánimo, fue retado en duelo por Fadrique de Aragón, conde de Luna, hijo ilegítimo de Martín el joven, que pretendió el trono de Sicilia ante la ruptura dinástica que produjo la muerte sin sucesión legítima de su padre y más tarde de su abuelo Martín I de Aragón, y que acabó desembocando en el compromiso de Caspe para designar un nuevo rey para la corona de Aragón. Fadrique de Aragón también fue uno de los candidatos en dicho compromiso de Caspe.
En 1433 recibió del rey Alfonso la renta de 2000 ducados anuales a cuenta de los impuestos recaudados por la ciudad de Nápoles y en ese mismo año, obtuvo del mismo rey autorización para modificar el blasón de su casa, incluyendo los dos cuarterones con las armas de los Altavilla, sus ancestros normandos, reyes de Sicilia.
En los inicios de 1436, Alfonso V elevó a marquesado el condado de Geraci, pero con cambio de denominación a Irache. Esta era la primera investidura de un título superior al de conde en Sicilia, y con este nombramiento Giovanni de Ventimiglia se puso por derecho a la cabeza del brazo militar del parlamento de Sicilia.
El 8 de abril de 1455 fue nombrado papa Calixto III y el 28 de ese mismo mes se presentó como embajador del rey Alfonso V,siendo nombrado por el mismo papa General de la Iglesia romana el 15 de julio del mismo año.
El 29 de mayo de 1460 tuvo un papel principal en la conspiración de Marino Marzano, duque de Sessa y príncipe de Rossano, uno de los principales barones del reino y cuñado del rey. Había apoyado la rebelión contra el rey, facilitando el desembarco de los angevinos en sus tierras, lo cual provocó que el monarca le despojara de sus tierras por lo que Marino Marzano, a través de Gregorio Coreglia, hizo llegar al rey su deseo de reconciliarse recordando los grandes servicios de su familia a Alfonso V y la relación familiar entre ellos, y para hacer efectiva esta nueva unión se pactó una reunión en la localidad de Torricella el 29 de mayo de 1460. 
El rey se presentó acompañado de Giovanni I de Ventimiglia y de Gregorio Coreglia, mientras que Marino Marzano lo hizo con los caballeros Deifobo dell'Anguillara y Giacomo da Montagano. Aprovechando esta circunstancia, Anguillara intentó matar al rey con un puñal envenenado, pero Fernando I se defendió espada en mano y puso en fuga al asesino y a Marino Marzano.
El 16 de enero de 1464 el virrey Requesens lo citó a un parlamento de Messina, que se celebraría el 8 de febrero del mismo año, a pesar de su avanzada edad y reducida movilidad, pero no llegó a celebrarse por causa de la muerte del conde-marqués.
A comienzos de 1467 sufrió una larga y penosa enfermedad, pues el 12 de julio de ese mismo año el rey Fernando le escribió una carta interesánsose por su salud, así como reconociéndole sus méritos ante la corona.
Pasó sus últimos años de vida en el castillo de Castelbuono. Posiblemente no todos estos años fueron felices debido tanto a las enfermedades propias de su edad como a sus permanentes desencuentros con su primogénito Antonio, motivo por el cual no fue su heredero universal: a su nieto Giovanni Guglielmo de Ventimiglia, barón de Cimina, le dejó también en herencia la baronía de Sperlinga.
Testó ante el notario Andrea Perdicoro di Polizzi el 20 de marzo de 1473, creando un fideicomiso con todos sus feudos, y con exclusión total de sus hijas, a las que compensaría con importantes dotes en metálico. Dicho fideicomiso fue confirmado por el rey Fernando II de Aragón, con privilegios del 25 de noviembre de 1497 y 13 de octubre de 1500, y ejecutado en Palermo a 4 de marzo de 1502.
También dejó en su testamento la donación de 10.000 florines a la Iglesia de San Francesco en Castelbuono, para la construcción de una gran capilla de planta octogonal y dedicada a San Antonio de Padua, que debería servir de mausoleo de la familia, dando acogida a los restos mortales, los suyos en primer lugar, aunque ya estuviese enterrado en otro sitio.

## Servicio de armas
Con solo 24 años de edad, acompañó a su rey Martín el Joven en la campaña de la conquista de Cerdeña. Cuando murió Martín el Joven en 1409, Giovanni I regresó a Sicilia, protegiendo en todo momento a la regente Blanca contra la facción del conde de Módica, que querían despojar a la corona de Aragón.
El joven conde de Geraci apoyó desde sus inicios la causa del rey Fernando I de Aragón en su sucesión al trono de Aragón el 28 de junio de 1412, en el  Compromiso de Caspe, así como el consiguiente establecimiento de la nueva dinastía de Trastámara.
En 1420 el conde se halló en Córcega con el séquito del rey Alfonso V de Aragón el Magnánimo, aportando numerosas tropas mantenidas a expensas de su propio patrimonio personal. Tomó Calvo y asedió la capital, San Bonifacio. y el año siguiente en Campania, donde el soberano, nombrado heredero por la reina Juana II de Nápoles, acudió en su auxilio conta los angevinos.
En octubre de 1421 estuvo en el asedio de Acerra y, al frente de un contingente compuesto por infantería y caballería, tuvo un encuentro contra el insigne militar Muzio Attendolo Sforza di Codignola, paralizando el avance de su ejército hasta recibir el refuerzo de Picinino, cerrándole el paso en el río Clanio. El 22 de mayo de 1422, Alfonso el magnánimo le concedió como recompensa una renta vitalicia de 200 onzas a cargo de rentas obtenidas del puerto de Tusa y 100 onza a cargo de Soltanto.
En 1423 en la batalla de Porta Capuana, fue capturado y retenido por los Sforza, aunque fue liberado poco tiempo después gracias a un intercambio de prisioneros. Tras su liberación, en el mismo año fue nombrado Gran almirante del reino de Sicilia, título que, por algunos historiadores, no tenía relevancia desde el punto de vista militar ya que consistía en extraer un beneficio para la Corona de la actividad corsaria, reservándose para él y sus tripulaciones una pequeña parte del botín pero que tenía mucho relieve por la actividad industrial de los astilleros, por guardar los negocios navales y la jurisdicción sobre los marineros y mercaderes.
En 1432 se halló al costado de su soberano como uno de los dos comandantes de batalla en el ataque a la isla de Yerba, frente a Túnez, dentro de la campaña emprendida contra la piratería bereber en el Mediterráneo.
En 1435, a la muerte de la reina Juana II de Nápoles, Alfonso no aceptó la designación de Renato de Anjou como heredero del trono de Nápoles, disponiéndose a la conquista del reino. Mientras que él mismo permaneció en la isla de Sicilia para armar y organizar una flota con la que marchar contra Nápoles, envió al conde-marqués a Puglia con un contingente de sicilianos, en su mayor parte formado por súbditos del propio conde. Así pertrechado, derrotó en Gioia del Colle al ejército agiovino, dirigido por el hijo del capitán Ventura Cadalora. Saqueó Turi y ocupó el castillo de Capúa, plaza en la que más tarde él mismo fue asediado. En agosto de aquel mismo año, la flota de Alfonso fue derrotada por los genoveses en el curso de una feroz batalla delante de Ponza, siendo el mismo rey capturado y entregado en Milán a Filippo María Visconti.
Durante su cautividad, el soberano aragonés accedió a una alianza y fue puesto en libertad, mientras el conde-marqués, por su parte, consiguió negociar con Ventura Cadalora el fin del asedio al castillo, recobrando así su libertad de acción.
El rey Alfonso, en reconocimiento a su capitán, se ocupó personalmente que fuesen también puestos en libertad los hijos del conde-marqués, que también habían sido hecho prisioneros en Ponza, y por los cuales los genoveses pedían un importante rescate.
En 1437 y 38 continuó batallando, participando en las acciones en torno a Capúa y en el asedio de Nápoles, poniendo también a la disposición de su soberano sus importantes recursos financieros, tanto como para ser compensado más tarde con la cesión de la ciudad de Sciacca, con todas sus rentas.
En primavera de 1439 el el duque de Anjou retomó en Abruzzo todos los bastiones previamente conquistados por Alfonso V de Aragón. Pasado el invierno en su campamento de Gaeta, Alfonso V de Aragón inició nuevamente la contraofensa, enviando al marqués de Irache con parte de su ejército, para seguirle más tarde él mismo con la parte restante.
Más tarde, en ese mismo año de 1439, fue enviado por su rey Alfonso V de Aragón a socorrer al príncipe de Taranto, junto a un numeroso ejército, contra el duque de Anjou y su condottiero Jacobo Cadalora.
El 17 de enero de 1440, por orden de su rey Alfonso V de Aragón, quedó al frente del ejército custodiando el castillo de Aversa, recientemente conquistado, para consolidar el territorio.
El 22 de julio de 1440 atrajo a la causa de la Corona de Aragón al duque de Bari.
Durante el verano de 1441, lideró el juramento de fidelidad de todos los grandes barones de Calabria, que quedó finalmente sometida a su rey Alfonso V.
Entretanto la guerra continuaba: entre 1440 y 1443 se batió en Chieti, Troia (alta Capitanata), Sessano y finalmente entró en Nápoles junto al rey Alfonso. También por estas últimas acciones recibió innumerables reconocimientos, la castellanía de Roccella, las tierras y el castillo de Bitonto (tierras de Bari), el castillo de la Carignola y el de Serracapriola (Capitanata) y también algunas rentas vitalicias y exenciones del pago de impuestos aduaneros. A continuación fue enviado por su soberano a Grecia, al frente de una flota con infantería, a la reconquista del ducado de Neopatria y Atenas y después se trasladó a Epiro donde dispersó a las milicias turcas que estaban ocupando el feudo de su yerno, el príncipe Carlo II de Tocco, déspoto de Larta.
A principios de noviembre de 1443, fue enviado por su rey Alfonso a socorrer a Nicolo Picinino, para mantener las posiciones de la Iglesia. A su regreso a Italia en 1445 recibió el mando de una de las armadas de la alianza establecida entre el rey Alfonso, el sumo pontífice y el duque de Milán contra el príncipe Sforza, que contaba con el apoyo de Florencia y Venecia. Entre Julio y agosto de 1445, el principe Sforza reconquistó la marca de Ancona, poniendo en apuros al papa Eugenio IV y creando un serio contratiempo al propio Alfonso V, que vio como sus avances de casi un año se perdían en solo dos meses. Parte de esas tropas, en concreto 1.652 caballos (550 lanzas y 2 tercios de lanza) organizados en 62 comitivas armadas, las enviaría bajo el mando del marqués de Irache a unirse a las fuerzas papales que combatían a Sforza en la marca de Ancona. Finalmente, el 25 de Diciembre de ese mismo año, tomado el castillo de Civitella, el marqués de Irache retomó definitivamente la marca de Ancona.
En 1448, truncó con rapidez y astucia una rebelión en Siracusa: convocó a los promotores de la revuelta a discutir sobre sus divergencias con el soberano. Una vez reunidos en el castillo de Maniace y tras un copioso banquete, ante la evidencia de la imposibilidad de llegar a una posición común, les cortó la cabeza a todos, quizás rememorando el episodio de Ramiro II de Aragón el monje en la Campana de Huesca. La revolución fue inmediatamente sometida. El virrey, para recompensarlo por su acción, le hizo entrega de dos esculturas de bronce del siglo III AC atribuidos a Lisippo, que representan a sendos carneros postrados, y que están expuestos en el mismo castillo de Maniace de aquella ciudad.
Entre 1452 y 1454 toma parte en las operaciones de la alianza Veneto-Napolitana contra Francesco Sforza, convertido ya en duque de Milán, y en representación de su soberano firmó el Tratado de Lodi, que estableció un periodo de estabilidad y sosiego entre los más poderosos estados italianos.
En la primavera de 1455 y con las arcas vacías a causa de la inactividad a que le obligó la paz de Lodi, Jacopo Piccinino amenazó Bolonia y la Romaña, pero el duque de Milán reforzó los objetivos con 4000 hombres de refuerzo, así que Piccinino decidió cambiar de objetivo: cruzó los Apeninos y cercó Siena, cuyos habitantes reclamaron la ayuda de Calixto III, sumo pontífice. Por aquella época Calixto III estaba preparando un considerable ejército para una nueva cruzada, pero lo usó para frenar a Piccinino, al que declaró que combatiría con la misma voluntad y tenacidad que a los turcos. Al frente de su ejército puso al conde-marqués Giovanni de Ventimiglia, siendo capitanes del mismo personas tan relevantes como Napoleón Orsini, Steffano Colonna, los hermanos Deifobo y Ascanio de Aguillara.
Concluida la paz, ya de por sí inestable, salpicada además por frecuentes escaramuzas y reyertas provocadas por mercenarios ociosos, fue a Nápoles, a la corte del rey  Alfonso, donde permaneció hasta después de la muerte del soberano (en 27 de junio de 1458). Cuando su heredero, Juan II de Aragón y Sicilia, tomó el poder, concedió al conde-marqués Giovanni un amplio reconocimiento de sus servicios prestados a la corona, confirmándole en todas y cada una de las concesiones efectuadas por su padre  Alfonso, así como el título de Gran almirante del reino de Sicilia a su hijo Antonio de Ventimiglia.
El inicio del reinado de Ferrante fue recibido por una sublevación en Calabria, seguido de una revuelta en Puglia, lo que favoreció un desembarco de los Anjou con abundantes tropas. Entre sus capitanes se encontraban importantes barones del reino, incluido el mismo cuñado de Ferrante, Marino Marzano, príncipe de Rossano y duque de Sessa.
Entre junio de 1460 y 1463, a pesar de que el conde-marqués estaba en el umbral de los 80 años, jugó un papel decisivo en los acontecimientos próximos al ser nombrado consejero del soberano: fue encargado de la defensa de Nápoles y participó en sus consejos de guerra, como el realizado entre enero y marzo de 1461, el de Pozzuoli de marzo de 1462 y el de Nápoles en mayo de 1463.  Llevó a cabo varias negociaciones con los barones rebeldes y, a principios de 1462, lo encontramos en Calabria para contratar la reconciliación de su sobrino Antonio Centelles con el rey Ferrante, quien, en marzo, le concedió el condado de Montesarchio, cerca de Benevento. Desarrolló estrategias para llevar la rebelión a Calabria y así conseguir ayuda para combatir al príncipe de Taranto. En esos mismos días fue llamado por el rey Juan II, iniciando un viaje a España hasta su retorno en mayo de 1463, cuando regresó a finalmente a Castelbuono.
De los relatado sobre sus empresas, su factor diferencial en una época en que cambiar de bandera era una constante de todas las más relevantes figuras militares del tiempo, fue precisamente la inquebrantable fidelidad con que toda su vida sirvió a la corona de Aragón, batiéndose por ella en Sicilia, Nápoles, Grecia y en cualquier otro sitio al que hubiese sido llamado, ofreciendo siempre no solo su persona y su vida, también su propio patrimonio con una disponibilidad sin límites. Y quizás fuese por esto mismo que su nombre no figure en lo más alto de la historia de los grandes generales y condotieros de la época: la fidelidad no paga porque no es noticia.

## Sepultura
Inscripción que figura en la lápida sepulcral de Giovanni I de Ventimiglia, I marqués de Irache y XV conde de Geraci, hoy en la capilla de San Antonio que es el mausoleo de los Ventimiglia, en la iglesia de San Francesco di Castelbuono:

Aquí yace Giovanni Conde de Ventimiglia primer Marqués de Geraci. A la edad de 8 años con un séquito de pocos hombres atacó a su padrino y su guarnición y recuperó todos sus bienes, de los cuales se había apropiado con el engaño de su autoridad de tutor.

En Sicilia, no habiendo cumplido aún los 14 años de edad, cuando el rey Martino se halló en dificultades por la rebelión de la ciudad magníficamente fortificada y de algunos Barones, primero en defender la regia majestad, opuso resistencia con su furia y detuvo el avance.
A la edad de 23 años, pasó a Cerdeña con el Rey Martino, hijo de Martino, siéndole asignado el mando de un batallón Real, se batió por su Rey, tanto cuando aún estaba vivó como después de su muerte, y dominó a los rebeldes que querían destruir y saquear todo y pacificó el Reino.
Habiendo seguido a Alfonso V en la guerra de Nápoles, puso en fuga a Sforza Cotignola cerca del róo Clanio y, después de la derrota naval del Rey, no dispersa sus tropas: además hace huir a Jacopo Cadalora, la Reina Isabella y destruye totalmente la caballería; y obliga al Patriarca de Aquilea a abandonar el asedio de Capúa y, sometidas muchas ciudades, defendió Capúa y de forma esforzada consiguió salvar no solo al Reino, también a su Majestad el Rey.
Rechazó a Renato de Anjou en el ataque a la ciudad de Nápoles, contra la cual marchaba con tropas bien pertrechadas y lo puso en fuga en batalla en la cercanías de Troia, en la que el Rey Alfonso mandaba el ala derecha del ejército y él la izquierda y, compartiendo la gloria del rey, su valor le permitió reivindicar no poca parte de la victoria.
Nombrado abanderado de la Santa Sede, no solo una vez sino en circunstancias diversas, superó en pericia militar a Francesco Sforza, Giacomo Piccinino y otros valerosos líderes, y, después de haber disuelto sus tropas y debilitado sus defensas, levantó la suerte y la fortuna de los Pontífices Romanos, restituyéndoles campos y ciudades y defendió la libertad y dignidad de la Iglesia Romana.
Nuevamente en Sicilia, apagó con rapidez y sagacidad la revuelta de la ciudad de Siracusa y evitó la ruina de toda la nobilísima ciudad y de casi todo el Reino, matando a los pocos instigadores de la conjura.
En Oriente y con pocos ejércitos, dispersó y destruyó en varias batallas al adiestrado ejército del Emperador de Turquía, que aspiraba a privar a Carlos, Príncipe de la Alcarniana, su yerno, del principado que ya perteneció a su abuelo y a su padre. Rechazó las tentativas de aquel Emperador, reforzando y elevando nuevamente a su antigua categoría y dignidad a Carlos, que había estado prácticamente perdido.
En África, el Rey Alfonso, gracias a su pericia, su valor y su astucia, hizo huir vergonzosamente al rey de Mauritania Boferio cerca del puerto de Gerba; hizo innumerables prisioneros entre las tropas de aquel y abrió una vía de acceso a aquel Reino.
Regresa en calidad de Virrey de Reino de Sicilia, en el que recaía también la prestigiosa tarea de Gran Almirante, y gobernó el Reino de Nápoles.
Combatió contra el enemigo 60 veces, con otras tantas victorias.
Administró y gobernó todo con astucia, valor, autodeterminación y éxito, manteniendo salva e íntegra la majestad de su rey, entre sus amigos y aliados, y en las vicisitudes de las guerras sostuvo a los ejércitos Reales con sus propios medios y su propio patrimonio, llegando a vender para ello varias de sus ciudades fortificadas.

Vivió 91 años.

## Matrimonio y descendencia
Casó en primeras nupcias con Águeda de Prades y Moncada, hija de Jaime de Prades, condestable de Aragón, almirante y virrey de Sicilia, y de su consorte, Juana de Moncada y Peralta, hija de Marco Moncada, conde de Agusta, Adernó y Esclasana y de su primera mujer Juana de Peralta, hija del conde Ramón de Peralta y de su esposa la infanta Isabel de Aragón, hija natural de Federico II de Sicilia y de Sibilla Sormella. Tuvieron descendencia:
- Antonio de Ventimiglia, su heredero y sucesor como el II marqués de Irache.
- Ferdinando Ventimiglia,[50][51][o] que casó con Costanza Perapertusa, de la que tuvo descendencia:
  - Alfonso Ventimiglia, muerto en duelo por Pietro de Benedictis, hijo del maestro secreto[52] del reino de Sicilia Cristoforo De Benedictis.
  - Carlo Ventimiglia.[53]
    - Giovanni Ventimiglia, que llegó a ser administrador de los castillos del reino, con un salario anual de 100 onzas.[54][55]

  - Margherita Ventimiglia, que casó con Francesco Abatellis.
- Giovanni Ventimiglia y Nortman.[56]
- Archida de Ventimiglia y Nortman, arzobispo de Messina, que murió año 1426.
- Raimondina (m. 1449), casó con Carlo II Tocco,[57] duque de Léucade, déspota de Arta y de Acarnania, conde de Cefalonia y Zante, gobernante de Epiro. Tuvieron múltiple descendencia, siendo su heredero Leonardo III Tocco, déspota de Arta, con sucesión.

Casó segundas nupcias con Isabella de Ventimiglia Moncada, hija de Paolo Ventimiglia, barón de Ciminna y de su esposa, Giovannella Moncada, hija de los marqueses de Malta y condes de Augusta.
- Giovanna, que casó en primeras nupcias con Giovanni della Ratta, hijo de Baltasar Della Ratta, conde de Caserta. Este matrimonio estuvo concertado por Alfonso V de Aragón y el conde de Caserta como parte del pago por su adhesión a la causa real, además de algunas tierras que pertenecían en ese momento al príncipe de Tarento.[58][59] Pero el matrimonio no tuvo descendencia. Casó en segundas nupcias con Baltasar de Ventimiglia, conde de Sperlinga, del que tuvo descendencia en Giovanni Guglielmo de Ventimiglia. Al morir su marido fue investida condesa de Ciminna y de Sperlinga en 1453, aunque renunció a ellos en 1479 en favor de su hijo Giovanni Guglielmo, ya que en el mismo año de 1453 casó nuevamente con Guglielmo Raimondo IV de Moncada,[p][60] II conde de Caltanissetta, aunque antes tuvieron que solventar algunos impedimentos legales.[61] Este matrimonio no tuvo descendencia.
  - Giovanni Guglielmo de Ventimiglia, que heredó de su padre y por renuncia de su madre, ya viuda en 1479, los condados de Ciminna y de Sperlinga.

## Títulos
- I marqués de Irache (por Alfonso V de Aragón en 1436).
- XV conde de Geraci (1408).
- Conde de Ischia Mayor, de Montesarchio,[62] de Bitonto y Serracapriola,[63] de Termini, de Cefalù, de Sciacca, de Magliano y de Roccella.
- Regidor del Reggimento de la reina Blanca I de Navarra (1411).
- Capitán general del ejército de la iglesia romana contra Francesco Sforza y Giacomo Piccinino (1445, 1455).
- Camarero mayor de Alfonso V de Aragón.
- Gran almirante del reino de Sicilia (1423).[64]
- Virrey de Sicilia (1430 - 1432).[5][q]
- Gobernador general del reino de Nápoles y viceregente del principado de Capua (1435).
- Virrey de Atenas y Neopatria (26/11/1444).[65]
- Regidor del reino de Nápoles (1460).[66]
- Uso del lema por la Gracia de Dios (Dei gratia).

| Predecesor: Enrico II de Ventimiglia | Casa de Ventimiglia 1383 - 1475 | Sucesor: Antonio de Ventimiglia |